# Barbara Garrick
Barbara Garrick (* 3. Dezember 1965 in Los Angeles, Kalifornien) ist eine US-amerikanische Schauspielerin.

## Leben und Leistungen
Garrick debütierte im Jahr 1985 in der Fernsehserie Springfield Story. In den Jahren 1986 und 1987 war sie in der Fernsehserie Liebe, Lüge, Leidenschaft zu sehen, zu der sie in den Jahren 2001 bis 2003 und 2008 zurückkehrte.
Im Sportdrama Acht Mann und ein Skandal (1988) trat sie an der Seite von John Cusack und Charlie Sheen auf. In der Komödie Die Waffen der Frauen (1988) verkörperte sie Phyllis Trask, auf derer Hochzeit Tess McGill (Melanie Griffith) dem Unternehmer und Brautvater Oren Trask (Philip Bosco) ein innovatives Geschäftskonzept vorstellt.
In der Komödie Miami Rhapsody (1995) spielte Garrick die schwangere Schwägerin von Gwyn Marcus (Sarah Jessica Parker), die von ihrem Ehemann (Kevin Pollak) betrogen wird. Für die Hauptrolle in der Miniserie Further Tales of the City (2001) wurde sie im Jahr 2002 für den Gemini Award nominiert. Die Schauspielerin trat außerdem in zahlreichen Theaterstücken auf.

## Filmografie (Auswahl)
- 1985: Springfield Story (Fernsehserie)
- 1985–1988: Spenser (Fernsehserie, 2 Folgen)
- 1986–1987: Liebe, Lüge, Leidenschaft (One Life to Live, Fernsehserie)
- 1988: Acht Mann und ein Skandal (Eight Men Out)
- 1988: Die Waffen der Frauen (Working Girl)
- 1989: Kojak: Gefährliche Gier
- 1990: Tage des Donners (Days of Thunder)
- 1990: Grüße aus Hollywood (Postcards from the Edge)
- 1993: Schlaflos in Seattle (Sleepless in Seattle)
- 1993: Stadtgeschichten (Tales of the City, Fernsehserie, 6 Folgen)
- 1993: Die Firma (The Firm)
- 1995: Miami Rhapsody
- 1997: Der Eissturm (The Ice Storm)
- 2000: Pollock
- 2001: Further Tales of the City (Miniserie)
- 2001–2003: Liebe, Lüge, Leidenschaft (One Life to Live, Fernsehserie)
- 2002: Dem Himmel so fern (Far from Heaven)
- 2005: Brooklyn Lobster
- 2008: Jumper
- 2008, 2010, 2012: Liebe, Lüge, Leidenschaft (One Life to Live, Fernsehserie, 37 Folgen)
- 2008: Das Mädchen mit dem Diamantohrring (The Loss of a Teardrop Diamond)
- 2013: The Devil You Know
- 2013: Blue Jasmine
- 2014: Für immer Single? (That Awkward Moment)
- 2019: Stadtgeschichten (Tales of the City, Fernsehserie, 6 Folgen)